# Alfred Sole
Pour les articles homonymes, voir Sole (homonymie).
Alfred Sole, né le 2 juillet 1943 à Paterson (New Jersey) et mort le 14 février 2022 à Salt Lake City,, est un chef décorateur, réalisateur et scénariste américain.
Alfred Sole met fin à ses jours le 14 février 2022, à l’âge de 78 ans, dans sa résidence de Salt Lake City.

## Filmographie

### Cinéma
Scénariste
- 1976 : Alice, douce Alice (Alice, Sweet Alice)

Réalisateur
- 1976 : Alice, douce Alice (Alice, Sweet Alice)
- 1980 : Tanya's Island (en)
- 1982 : Pandemonium

Chef décorateur
- 1995 : Désigné pour tuer (en)
- 1995 : Bodily Harm (en)
- 1996 : Une virée d'enfer (Glory Daze) de Rich Wilkes
- 1999 : Clubland (en)
- 1999 : Wishmaster 2 de Jack Sholder
- 2009 : Donnie Darko 2 : L'Héritage du sang (S. Darko: A Donnie Darko Tale) de Chris Fisher

Producteur
- 1976 : Alice, douce Alice

Acteur
- 1996 : Une virée d'enfer (Glory Daze) de Rich Wilkes

### Télévision
Scénariste
- 1988 : Hôtel (2 épisodes)
- 1988 : Vendredi 13 (2 épisodes)
- 1989 : Alfred Hitchcock présente (1 épisode)

Chef décorateur
- 1992 : Strip-tease mortel
- 1996 : Le Visage du mal (en)
- 1996 : Sans Pardon (en)
- 1998 : Belle arnaqueuse (en)
- 1998 : Les Sorcières d'Halloween
- 1999 : Replacing Dad
- 1999 : Johnny Tsunami (en)
- 1999 : Le Ranch du bonheur (en)
- 2000 : Miracle sur la deuxième ligne
- 2000 : Cabale médiatique (en)
- 2001 : Drôles de retrouvailles
- 2001 : Un chien envahissant (en)
- 2001 : Le Point Zéro (en)
- 2002 : Cadence
- 2003 : Right On Track (en)
- 2004 : Les Sorcières d'Halloween 3
- 2004-2007 : Veronica Mars (64 épisodes)
- 2007-2008 : Moonlight (14 épisodes)
- 2009 : Un costume pour deux
- 2009 : Melrose Place : Nouvelle Génération (épisode pilote)
- 2009-2012 : Castle (84 épisodes)

## Distinctions
Nominations
- Saturn Award :
  - Saturn Award du meilleur scénario 1979 (Alice, Douce Alice)